# آیا آساهینا
آیا آساهینا (朝比奈彩 Asahina Aya, زادهٔ ۶ اکتبر ۱۹۹۳) مدل، بازیگر و یوتیوبر اهل ژاپن است.

## اوایل زندگی
آساهینا زادهٔ ۶ اکتبر ۱۹۹۳ در سوموتو، استان هیوگو، ژاپن است. او بزرگ‌ترین فرزند خانواده است و یک برادر کوچکتر دارد.

## فیلم‌شناسی

### فیلم
| سال  | عنوان             | نقش             | توضیحات | منابع |
| ---- | ----------------- | --------------- | ------- | ----- |
| ۲۰۲۰ | گرند بلو          | ناناکا کوته‌گاوا |         | [ ۲ ] |
| ۲۰۲۱ | و سپس باتون رد شد | معلم زیبا       |         | [ ۳ ] |
| ۲۰۲۳ | کفش‌های قرمز       | مانامی اوتا     |         | [ ۴ ] |
| ۲۰۲۳ | از انتهای جهان    | سائه‌کی          |         | [ ۵ ] |

### مجموعه تلویزیونی
| سال  | عنوان                                         | نقش             | توضیحات | منابع  |
| ---- | --------------------------------------------- | --------------- | ------- | ------ |
| ۲۰۱۸ | خط حلقه اوساکا قسمت ۳: لبخند در هر ایستگاه    | رینا میزویی     | قسمت ۷  | [ ۶ ]  |
| ۲۰۱۸ | چیر☆دنس                                       | ناگیسا کوریهارا |         | [ ۷ ]  |
| ۲۰۱۹ | ران‌وی ۲۴                                      | موموکو اینوئوئه |         | [ ۸ ]  |
| ۲۰۲۰ | رئیس بخش اول تحقیقات اداره پلیس کلانشهر توکیو | ماچیکو ساگیساوا |         | [ ۹ ]  |
| ۲۰۲۱ | گرل گان لیدی                                  | میرِی هوشیمیا    |         | [ ۱۰ ] |

### مجموعه اینترنتی
| سال     | عنوان               | نقش               | توضیحات   | منابع         |
| ------- | ------------------- | ----------------- | --------- | ------------- |
| ۲۰۱۷    | توکیو آلیس          | سایوری اِنجوجی     |           | [ ۱۱ ]        |
| ۲۰۱۸    | یاره‌تاکامو اینکایی  | میتسوکو تسوکی     |           | [ ۱۲ ]        |
| ۲۰۲۰–۲۲ | آلیس در سرزمین مرزی | هیکاری کوئینا     | فصل ۱ و ۲ | [ ۱۳ ] [ ۱۴ ] |
| ۲۰۲۳    | آخرین یک ایستاده    | عضو سازمان مرموز  | فصل ۲     | [ ۱۵ ]        |
| ۲۰۲۴    | تاناباتا نو کونی    | یوکیکو هیگاشیمارو |           | [ ۱۶ ]        |